# Röddenau
Röddenau ist ein Stadtteil der Gemeinde Frankenberg (Eder) im Edertal im Landkreis Waldeck-Frankenberg.

## Geographie

### Lage

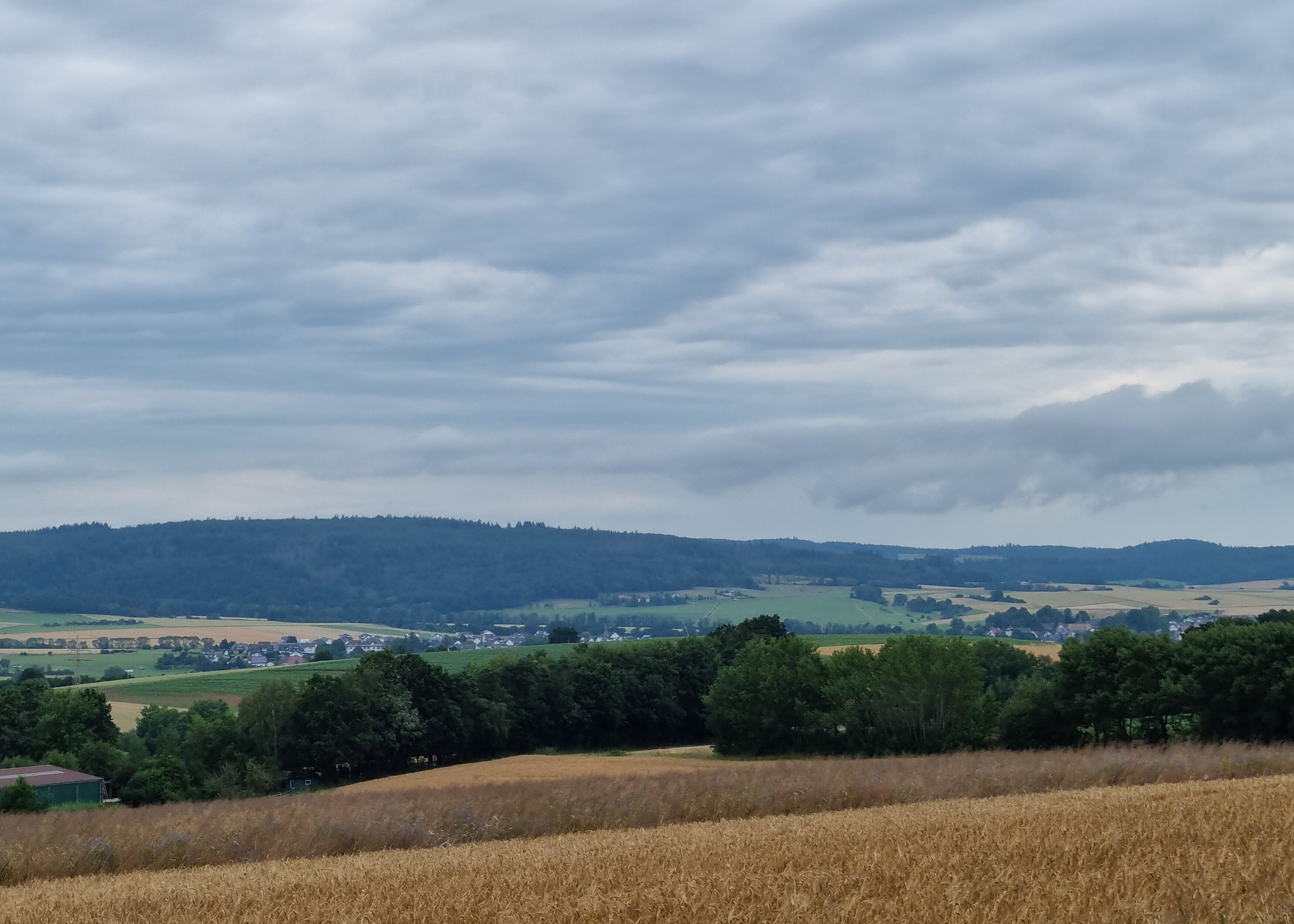
Röddenau von Burgwald aus gesehen

Das ehemalige Dorf und der heutige Stadtteil von Frankenberg (Eder), Röddenau, liegt etwa vier Kilometer westlich von Frankenberg im breiten Edertal. Durch den Ort fließen der Goldbach, der im Waldgebiet westlich von Wangershausen entspringt, und der Leitsebach, im lokalen Sprachgebrauch auch „Litzebach“ genannt, dessen Quelle am Fuße des Leitsekopfes liegt. Beide Gewässer münden in die Eder, der Goldbach östlich der Sandmühle, der Leitsebach bei der Schiefermühle.

### Ortsgliederung
Durch den Ausbau und die Verbreiterung der Bundesstraße in den Jahren 1953 bzw. 1967/68 wurde der alte zusammenhängende Kern des Dorfes mit der Kirche und der Gerichtslinde in der Mitte in zwei Teile zerschnitten. Zum nördlich der ehemaligen Bundesstraße gelegenen Teil gehören die Bereiche: In der Klinge, Am Berg, Rodenbacher Weg, Am Goldbach, Scheidweg, Battenberger Straße und Hainer Weg. Zum südlich der ehemaligen Bundesstraße gelegenen Teil die Bereiche: Mühlenstraße, Ortsweg, Muschelweg und Riedweg. Um diesen alten Ortskern entstanden dann Ende des 19. Jahrhunderts und im 20. Jahrhundert die Neubaugebiete: Am Elseberg, Hainer Weg, Höheborn, Rodenbacher Weg, Schlinge, Auegärten, Am Bahnhof, Im Stück, Niederfeld und zuletzt Scheidweg und Auf der Warthe.
Röddenau war bis 1970 eine der größten Dorfgemeinden im Altkreis Frankenberg und ist nach der Gemeindereform ab 1971 der größte Stadtteil von Frankenberg.

## Geschichte

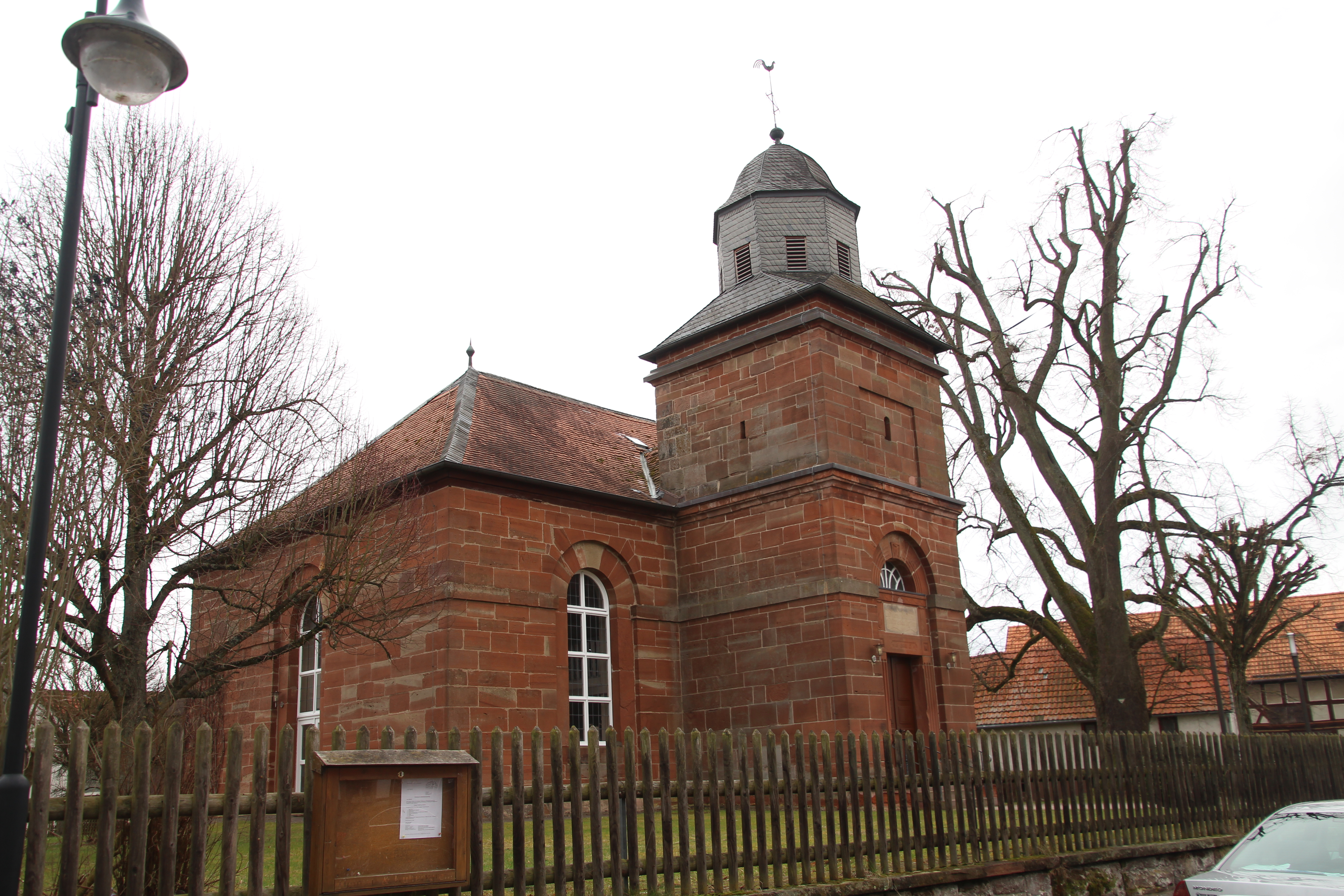
Evangelische Kirche Röddenau von 1819

### Herkunft des Ortsnamens
Der Ortsname Röddenau geht sicherlich darauf zurück, dass man zur Anlage dieser Niederlassung ein Gebiet in der Ederaue roden musste und somit Land zum Bebauen und Bewirtschaften erhielt. Der Name änderte sich im Laufe der Jahrhunderte durch sprachliche Wandlungen, zum anderen aber auch dadurch, dass die Namensformen in den heute vorliegenden Urkunden vielfach von Schreibern nach bloßem Gehör niedergeschrieben wurden.
Die folgen Erwähnungen von Röddenau blieben erhalten (jeweils mit dem Entstehungsjahr des Dokuments):
- Beginn  9. Jh. Rutene
- 1107 Rüdene, Ruitene
- 1108 Rudenehe
- 1224 Ruothine
- 1254 Rodenehe
- 1290 Rudenecke, Redenecke
- um 1400 Rodene
- 1414 Roddene
- 1573 Rodenawe
- 1647 Rudenauwe
- 1779 Reddenau
- heute Röddenau

### Bodenfunde
Röddenau gehört zu den ältesten Orten im Altkreis Frankenberg. Der Hofbiograph Karls des Großen, Einhard, geht in seinen Aufzeichnungen auf die Schlacht im Jahr 778 zwischen Battenfeld und Laisa ein, bei der ein fränkisch-alemannisches Heer auf ein von einem Beutezug auf dem Heimmarsch sich zurückziehendes sächsisches Heer traf und dieses schlug. Er erwähnt das große Gemetzel am Fluss Aderna (Eder), bei dem nur wenige Sachsen sich durch Flucht in Sicherheit bringen konnten. Es ist durchaus anzunehmen, dass auch Röddenau schon in diesem Jahr bestanden hat, was durch mehrere Ausgrabungen und Funde auch gestützt wird. Aber es fehlt der sichere Beweis einer datierten Urkunde.

### Schenkung im „Codex Eberhardi“
Im Hessischen Staatsarchiv Marburg wird der im 12. Jahrhundert abgefasste „Codex Eberhardi“ aufbewahrt, in dem  man die Schenkungsurkunde eines gewissen Albuin an das  Kloster Fulda wiedergegeben findet, in der er seine Besitzungen in „pago Hassorum in Rutenemarcha“ dem Kloster Fulda schenkt. Diese Schenkungsurkunde ist undatiert, so dass  man sie nur im Vergleich mit Parallelurkunden einem Zeitraum zuordnen kann. Der Urkundenforscher des 20. Jahrhunderts und Kenner der älteren Fuldaer Urkunden, Edmund Ernst Stengel, ging zunächst von einer Datierung Ende 8. Jahrhundert (780) aus, revidierte aber diese, nachdem er im Vergleich mit Fuldaer Urkunden aus den Jahren 818, 825 und 838 zu der Überzeugung gelangte, dass die betreffende Schenkungsurkunde nach der Amtszeit des Fuldaer Abtes Baugulf zu Beginn des 9. Jahrhunderts entstanden sein müsse. Falls diese Datierung zutrifft, wurde in Röddenau mit einigem Recht im Jahr 2005 das 1200-jährige Ortsjubiläum gefeiert.

### Gebietsreform
Am 31. Dezember 1970 wurde die bis dahin selbständige Gemeinde Röddenau im Zuge der Gebietsreform in Hessen auf freiwilliger Basis in die Stadt Frankenberg (Eder) (damalige Schreibweise Frankenberg-Eder) eingegliedert.
Für den Röddenau wurde, wie für die übrigen Stadtteile, ein Ortsbezirk mit Ortsbeirat und Ortsvorsteher nach der Hessischen Gemeindeordnung eingerichtet.

### Bevölkerung
Einwohnerentwicklung
 Quelle: Historisches Ortslexikon
- 1577: 107 Hausgesesse
- 1747: 114 Haushaltungen

| Röddenau: Einwohnerzahlen von 1834 bis 2016 | Röddenau: Einwohnerzahlen von 1834 bis 2016 | Röddenau: Einwohnerzahlen von 1834 bis 2016 | Röddenau: Einwohnerzahlen von 1834 bis 2016 | Röddenau: Einwohnerzahlen von 1834 bis 2016 |
| --- | ------------------------------------------- | ------------------------------------------- | ------------------------------------------- | ------------------------------------------- |
| Jahr |                                             |                                             |                                             | Einwohner                                   |
| 1834 | 1834                                        |                                             | 1.036                                       | 1.036                                       |
| 1840 | 1840                                        |                                             | 972                                         | 972                                         |
| 1846 | 1846                                        |                                             | 1.010                                       | 1.010                                       |
| 1852 | 1852                                        |                                             | 1.000                                       | 1.000                                       |
| 1858 | 1858                                        |                                             | 917                                         | 917                                         |
| 1864 | 1864                                        |                                             | 864                                         | 864                                         |
| 1871 | 1871                                        |                                             | 788                                         | 788                                         |
| 1875 | 1875                                        |                                             | 771                                         | 771                                         |
| 1885 | 1885                                        |                                             | 752                                         | 752                                         |
| 1895 | 1895                                        |                                             | 791                                         | 791                                         |
| 1905 | 1905                                        |                                             | 773                                         | 773                                         |
| 1910 | 1910                                        |                                             | 782                                         | 782                                         |
| 1925 | 1925                                        |                                             | 881                                         | 881                                         |
| 1939 | 1939                                        |                                             | 1.024                                       | 1.024                                       |
| 1946 | 1946                                        |                                             | 1.370                                       | 1.370                                       |
| 1950 | 1950                                        |                                             | 1.408                                       | 1.408                                       |
| 1956 | 1956                                        |                                             | 1.242                                       | 1.242                                       |
| 1961 | 1961                                        |                                             | 1.293                                       | 1.293                                       |
| 1967 | 1967                                        |                                             | 1.326                                       | 1.326                                       |
| 1980 | 1980                                        |                                             | ?                                           | ?                                           |
| 1991 | 1991                                        |                                             | 1.559                                       | 1.559                                       |
| 2005 | 2005                                        |                                             | 1.707                                       | 1.707                                       |
| 2011 | 2011                                        |                                             | 1.734                                       | 1.734                                       |
| 2016 | 2016                                        |                                             | 1.701                                       | 1.701                                       |
| Datenquelle: Historisches Gemeindeverzeichnis für Hessen: Die Bevölkerung der Gemeinden 1834 bis 1967. Wiesbaden: Hessisches Statistisches Landesamt, 1968. Weitere Quellen: ; Stadt Frankenberg (Eder):; Zensus 2011 |                                             |                                             |                                             |                                             |

Religionszugehörigkeit
 Quelle: Historisches Ortslexikon
| • 1895: | 734 evangelische (= 97,31 %), keine katholischen, 13 anderes christliche-konfessionelle (= 1,73 %), fünf jüdische (= 0,66 %) Einwohner |
| • 1961: | 1221 evangelische (= 94,43 %), 54 katholische (= 4,18 %) Einwohner                                                                     |

## Wirtschaft und Infrastruktur

### Einrichtungen, Freizeitangebote und Einkaufsmöglichkeiten
Dorfgemeinschaftshaus, Bäckerei, Metzgerei, Grundschule, Kindergarten, Computerstudio Lemmer, Praxis Irisina, Jugendclub, Reitgeschäft, Freiwillige Feuerwehr, Fußballclub, Schützen-, Tennisverein, Turn- und Sportverein

### Verkehr

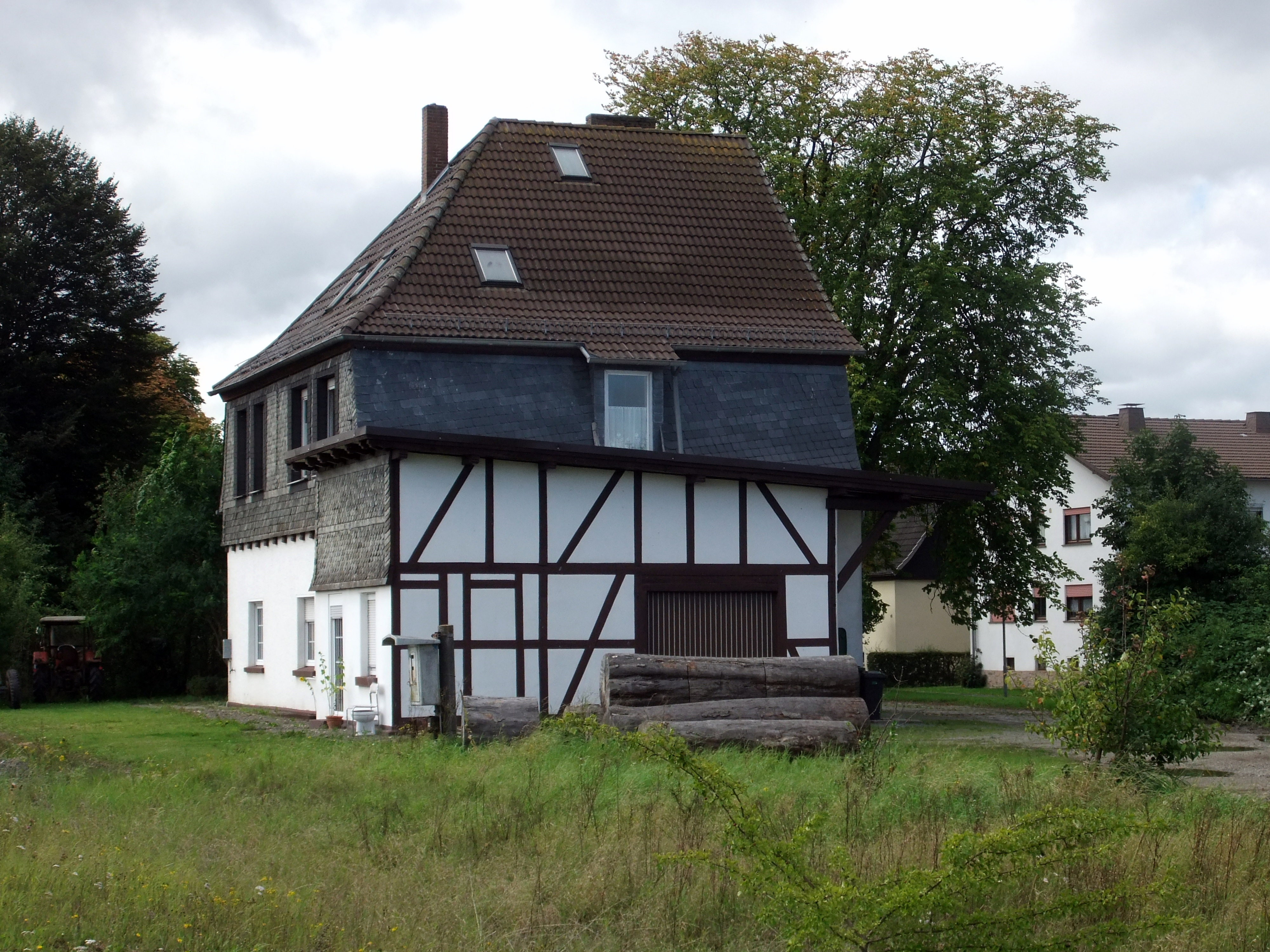
Ehemaliger Bahnhof Röddenau

Röddenau ist in seinem alten Teil ein Dorf mit alten Fachwerkhäusern, von denen einige in den letzten fünfzig Jahren zur Verbesserung der Infrastruktur abgerissen werden mussten. Mitten durch den Ort führte bis Mai 2005 die stark befahrene Bundesstraße 253 von Frankenberg nach Battenberg (Eder). Seitdem wird der Hauptverkehr auf einer Ortsumgehung am Stadtteil vorbeigeführt. Das hat für die überwiegende Mehrzahl der Einwohner eine erhebliche Entlastung gebracht, nur diejenigen, die in der Nähe der neuen Umgehungsstraße wohnen, sind einer größeren Lärmbelastung ausgesetzt.
Röddenau besaß einen Bahnhof – errichtet 1907 von Alois Holtmeyer – an der Bahnstrecke Nuttlar–Frankenberg, der inzwischen stillgelegt wurde.